# Восток (Астраханська область)
Восток  (рос. Восток) — село у Єнотаєвському районі Астраханської області Російської Федерації.
Населення становить 1257 осіб (2017). Входить до складу муніципального утворення Восточинська сільрада.

## Історія
Населений пункт розташований на території українського етнічного та культурного краю Жовтий Клин. Від 1925 року належить до Єнотаєвського району.
Згідно із законом від 6 серпня 2004 року органом місцевого самоврядування є Восточинська сільрада.

## Населення
| 2002  | 2010  | 2012  | 2013  | 2014  | 2015  | 2016  |
| ----- | ----- | ----- | ----- | ----- | ----- | ----- |
| 1153  | ↗1276 | ↘1275 | ↘1267 | ↗1273 | ↘1261 | ↘1251 |
| 2017  |       |       |       |       |       |       |
| ↗1257 |       |       |       |       |       |       |